# Урсо, Адольфо
Адольфо Урсо (итал. Adolfo Urso; род. 12 июля 1957, Падуя) — итальянский политик, член партии «Братья Италии». Министр экономического развития (с 2022).

## Биография
Родился 12 июля 1957 года в Падуе. Получил высшее образование в области социологии. Начинал политическую карьеру в Итальянском социальном движении.
Сотрудничал с изданием Secolo d'Italia. Занимал должности заместителя директора ежедневной газеты Roma и главного редактора L'Italia settimanale. Вошёл в число учредителей Национального альянса.
В 1994 году был избран в Палату депутатов и сохранял за собой мандат в течение пяти созывов подряд. Являлся заместителем министра производственной деятельности с полномочиями в сфере внешней торговли во втором и третьем правительствах Берлускони с 2001 по 2006 год, а также в четвёртом его правительстве — с 2008 по 2010 год.
2 августа 2010 года перешёл из «Народа свободы» в новообразованную партию «Будущее и свобода для Италии».
15 ноября 2010 года в соответствии с партийным решением Урсо вышел из четвёртого правительства Берлускони.
9 июля 2011 года вместе с Андреа Ронки и Пиппо Скалья вышел из партии и принял активное участие в учреждении новой структуры «Fareitalia per la Costituente popolare» («Сделать Италию для народного Учредительного собрания»).
В 2015 году вступил в партию «Братья Италии». В 2018 году избран в Сенат от области Венеция.
9 июня 2021 года, будучи единственным представителем оппозиции в Парламентском комитете по вопросам безопасности Республики, избран его председателем (Урсо получил семь голосов, один бюллетень оказался незаполненным, отсутствовали два представителя входящей в действующее правительство Драги Лиги Севера — предыдущий председатель Комитета Раффаэле Вольпи и Паоло Арригони).
25 сентября 2022 года по итогам досрочных парламентских выборов вновь прошёл в Сенат по списку «Братьев Италии» от 1-го многомандатного округа в области Венеция.
22 октября 2022 года при формировании правительства Мелони Урсо получил портфель министра экономического развития.

## Награды
- Орден «За заслуги» III степени (4 ноября 2022 года, Украина) — за весомый личный вклад в укрепление межгосударственного сотрудничества, поддержку государственного суверенитета и территориальной целостности Украины, популяризацию Украинского государства в мире[9].